# Geyerbrücke

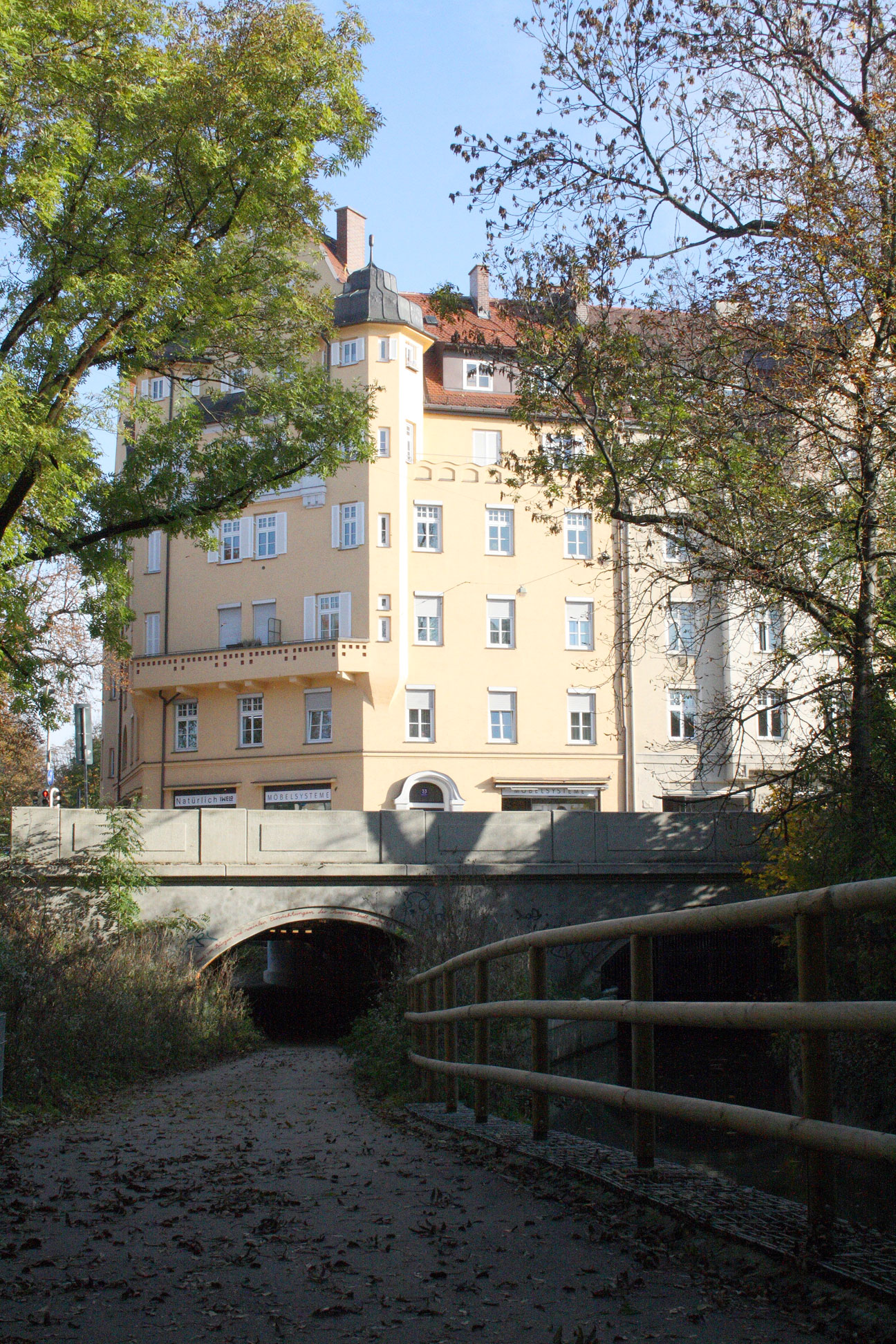
Geyerbrücke

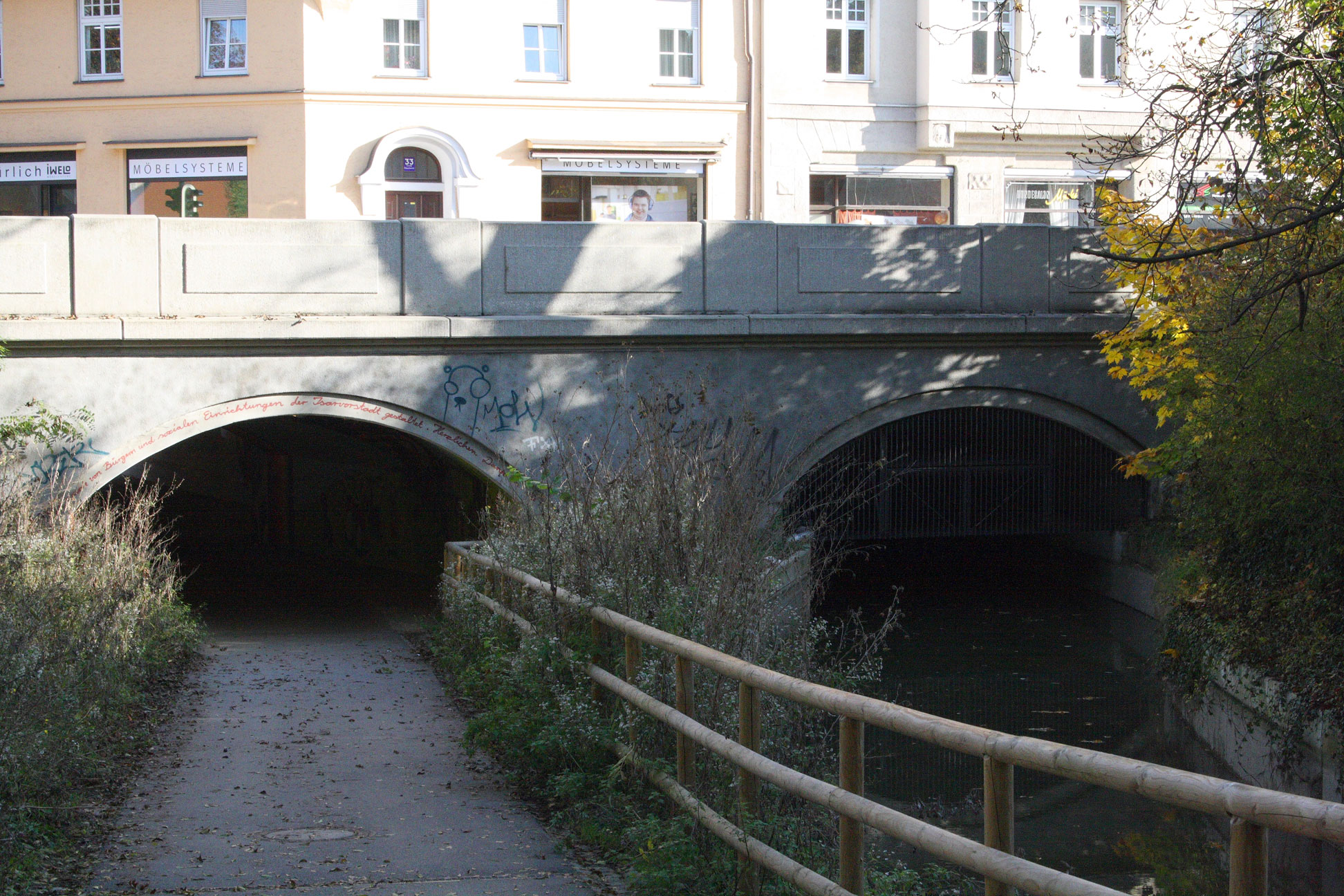
Fuß- und Radweg und Westermühlbach

Die Geyerbrücke ist eine Bogenbrücke  in München. 

## Lage
Die Geyerbrücke liegt in der Isarvorstadt im Verlauf der Kapuzinerstraße, die am Südrand des Alten Südfriedhofs verläuft. Sie führt über den Westermühlbach, der entlang der Ostseite des Friedhofs nach Norden fließt.

## Geschichte
An der Stelle der heutigen Brücke war 1856/57 eine Holzbrücke über den Westermühlbach und den Pesenbach errichtet worden, in die sich der Große Stadtbach wenige 100 m weiter südlich aufgeteilt hatte und die hier noch nahe beieinander lagen. Als 1874 die Wittelsbacherbrücke gebaut wurde, war klar, dass die alte Holzbrücke dem ansteigenden Verkehr nicht gewachsen sein wurde. Daher wurde sie durch eine Steinbogenbrücke ersetzt, die 1904 noch einmal verbreitert wurde. Anfang des 20. Jahrhunderts wurden die Bäche vollständig eingewölbt. Seit 2008 sind die Gewölbe wieder offengelegt.

## Beschreibung
Die Geyerbrücke ist eine Bogenbrücke. Sie hat eine Länge von 21,26 m und eine Breite von 22,63 m. Die beiden Bögen haben Spannweiten von 9,76 m und 10,00 m.
Unter einem Bogen führt ein Fuß- und Radweg durch, unter dem anderen fließt der Westermühlbach. Der Pesenbach ist mittlerweile trockengelegt. Die beiden Bögen führen jedoch nicht nur unter der Straße hindurch, sondern auch unter dem Haus auf der Nordseite der Straße.